# World Cyber Games 2005
World Cyber Games 2005 odbyły się w Singapurze w dniach 16 - 20 listopada 2005. Areną zmagań graczy była hala Suntec. Na zawody stawiło się ponad 39 000 widzów.

## Rozgrywane konkurencje
Uczestnicy World Cyber Games w Singapurze w 2005 roku rywalizowali w 8 konkurencjach. 
- Strzelanka pierwszoosobowa
  -  Counter-Strike: Source
  -  Halo 2

- Real-Time Strategy
  -  StarCraft: Brood War
  -  Warcraft III: The Frozen Throne

- Sport
  -  FIFA Football 2005

- Sztuki walki
  -  Dead or Alive Ultimate

- Wyścigi
  -  Need for Speed: Underground 2

## Państwa
| Azja - Bangladesz - Chiny - Chińskie Tajpej - Hongkong - Indie - Indonezja - Japonia - Korea Południowa - Malezja - Pakistan - Filipiny - Singapur - Tajlandia - Wietnam | Ameryka - Argentyna - Brazylia - Kanada - Kolumbia - Ekwador - Meksyk - Panama - Peru - Stany Zjednoczone - Wenezuela | Europa - Austria - Belgia - Chorwacja - Dania - Finlandia - Gruzja - Grecja - Włochy - Łotwa - Luksemburg - Mołdawia - Norwegia - Portugalia - Rosja - Hiszpania - Szwajcaria - Ukraina - Uzbekistan | · - Białoruś - Bułgaria - Czechy - Estonia - Francja - Niemcy - Węgry - Kazachstan - Litwa - Macedonia Północna - Holandia - Polska - Rumunia - Słowacja - Szwecja - Turkmenistan - Wielka Brytania | B.W. i Afryka - Egipt - Iran - Południowa Afryka - Turcja - Zjednoczone Emiraty Arabskie Oceania - Australia - Nowa Zelandia |

### Reprezentacja Polski
Counter Strike
- Filip Kubski
- Zbigniew Rudnicki
- Adam Wiśniewski
- Łukasz Wnęk
- Wiktor Wojtas

StarCraft
- Artur Michalak

Warcraft
- Przemysław Wadoń

## Medaliści
| Konkurencja            |                                                                                 | |                                                                                      |
| Counter-Strike         | Zespół: Team3D Josh Sievers Kyle Miller Michael So Ronald Kim Salvatore Garozzo | Zespół: [k23] Daurien Kystaubajew Aleksandr Jakowlew Äset Siembijew Nurtas Mamytbajew Anwar Nasyrow | Zespół: Team EG Robert Tyndale Jimmy Lin Matthew Stevenson Pasha Lari Griffin Benger |
| FIFA 2005              | Dennis Schellhase Pseudonim: SK_styla                                           | Wiktor Gusiew Pseudonim: x4Alexx                                                                    | Eduardo Moreno Torralbo Pseudonim: eDuYepp                                           |
| Need for Speed         | Giovani Magri Pseudonim: GearGG                                                 | Danilo Barros Pseudonim: N4_Godsmack                                                                | Konstantin Wanisow Pseudonim: USSR_MrKot                                             |
| Starcraft: Brood War   | Lee Jae-hoon Pseudonim: fOru                                                    | Andriej Kuchinidze Pseudonim: Androide                                                              | Peter Neate Pseudonim: Legionnaire                                                   |
| Warcraft III           | Li Xiaofeng Pseudonim: WE-SKY                                                   | Dennis Chan Pseudonim: BenQGeiLShort                                                                | Manuel Schenkhuizen Pseudonim: Grubby                                                |
| Warhammer 40,000       | Ryoo Kyung-hyun Pseudonim: SeleCT                                               | Andre Zilio Pseudonim: Quanchin                                                                     | Simon Pletzer Pseudonim: TmG)InSAnE                                                  |
| Dead or Alive Ultimate | Tomoyuki Inui Pseudonim: Katsuninken                                            | Wilson Chia Pseudonim: Tetra                                                                        | Han Dong-heon Pseudonim: shinobi                                                     |
| Halo 2                 | Zespół: Team3D Dan Ryan Tom Ryan                                                | Zespół: Team EG Jason The Nelson Triana                                                             | Zespół: halo1style Maxime Billieres Philemon Kammer                                  |

## Klasyfikacja medalowa
| Lp. | Państwo           | złoto | srebro | brąz | razem | +/- WCG 2004 |
| --- | ----------------- | ----- | ------ | ---- | ----- | ------------ |
| 1.  | Stany Zjednoczone | 2     | 1      | 0    | 3     | +2           |
| 2.  | Korea Południowa  | 2     | 0      | 1    | 3     | 0            |
| 3.  | Brazylia          | 1     | 2      | 0    | 3     | +2           |
| 4.  | Niemcy            | 1     | 0      | 1    | 2     | 0            |
| 5.  | Chiny             | 1     | 0      | 0    | 1     | n/d          |
| 5.  | Japonia           | 1     | 0      | 0    | 1     | n/d          |
| 7.  | Rosja             | 0     | 2      | 1    | 3     | n/d          |
| 8.  | Kanada            | 0     | 1      | 1    | 2     | -2           |
| 9.  | Kazachstan        | 0     | 1      | 0    | 1     | n/d          |
| 9.  | Singapur          | 0     | 1      | 0    | 1     | n/d          |
| 11. | Australia         | 0     | 0      | 1    | 1     | n/d          |
| 11. | Francja           | 0     | 0      | 1    | 1     | n/d          |
| 11. | Hiszpania         | 0     | 0      | 1    | 1     | n/d          |
| 11. | Holandia          | 0     | 0      | 1    | 1     | -10          |